# Колонія-дель-Сакраменто
Колонія-дель-Сакраменто (ісп. Colonia del Sacramento, раніше порт. Colônia do Sacramento) — місто на південному заході Уругваю на берегу затоки Ла-Плата, напроти міста Буенос-Айрес (Аргентина). Це найстаріше місто Уругваю (засноване португальцями в 1680 році) та столиця департаменту Колонія. Населення Колонії-дель-Сакраменто становить 21 714 (перепис 2004 року).
Місто відоме своїм історичним районом, що занесений до списку Світової спадщини. Економіка міста заснована на виробництві текстилю, тут розташований політехнічний інститут та деякі урядові заклади, місто є вільною економічною зоною.

## Географія
Розташована на березі затоки Ла-Плата, за 177 км на захід від столиці країни, міста Монтевідео. Абсолютна висота — 27 метрів над рівнем моря.

### Клімат
Місто знаходиться у зоні, котра характеризується вологим субтропічним кліматом. Найтепліший місяць — січень із середньою температурою 23.7 °C (74.7 °F). Найхолодніший місяць — липень, із середньою температурою 11.4 °С (52.5 °F).
| Клімат Колонії-дель-Сакраменто | Клімат Колонії-дель-Сакраменто | Клімат Колонії-дель-Сакраменто | Клімат Колонії-дель-Сакраменто | Клімат Колонії-дель-Сакраменто | Клімат Колонії-дель-Сакраменто | Клімат Колонії-дель-Сакраменто | Клімат Колонії-дель-Сакраменто | Клімат Колонії-дель-Сакраменто | Клімат Колонії-дель-Сакраменто | Клімат Колонії-дель-Сакраменто | Клімат Колонії-дель-Сакраменто | Клімат Колонії-дель-Сакраменто | Клімат Колонії-дель-Сакраменто |
| Показник                       | Січ.                           | Лют.                           | Бер.                           | Квіт.                          | Трав.                          | Черв.                          | Лип.                           | Серп.                          | Вер.                           | Жовт.                          | Лист.                          | Груд.                          | Рік                            |
| Абсолютний максимум, °C        | 39,6                           | 35,8                           | 34,9                           | 31,6                           | 30,9                           | 25,8                           | 30,6                           | 28,8                           | 30,6                           | 32,8                           | 36,4                           | 38                             | 39,6                           |
| Середній максимум, °C          | 27,3                           | 27,2                           | 25,4                           | 21,7                           | 18,3                           | 14,9                           | 14,6                           | 16                             | 18                             | 20,9                           | 23,8                           | 26,7                           | 21,2                           |
| Середня температура, °C        | 23,7                           | 22,9                           | 21,2                           | 17,9                           | 14,8                           | 11,7                           | 11,4                           | 12,2                           | 14,1                           | 16,8                           | 19,5                           | 22,3                           | 17,4                           |
| Середній мінімум, °C           | 19,2                           | 18,8                           | 17,2                           | 14,3                           | 11,4                           | 8,7                            | 8,1                            | 8,9                            | 10,3                           | 12,8                           | 15                             | 17,6                           | 13,5                           |
| Абсолютний мінімум, °C         | 10,1                           | 10,3                           | 8,1                            | 5,1                            | 0,2                            | 0                              | −0,7                           | 0,4                            | 1,5                            | 4,7                            | 4,1                            | 8,8                            | −0,7                           |
| Норма опадів, мм               | 90                             | 100                            | 120                            | 100                            | 80                             | 60                             | 60                             | 80                             | 70                             | 110                            | 110                            | 70                             | 1100                           |
| Днів з опадами                 | 6                              | 6                              | 6                              | 6                              | 5                              | 5                              | 5                              | 5                              | 6                              | 7                              | 7                              | 6                              | 70                             |
| Вологість повітря, %           | 70                             | 73                             | 74                             | 77                             | 79                             | 81                             | 79                             | 78                             | 75                             | 74                             | 72                             | 69                             | 75                             |
| ------------------------------ | ------------------------------ | ------------------------------ | ------------------------------ | ------------------------------ | ------------------------------ | ------------------------------ | ------------------------------ | ------------------------------ | ------------------------------ | ------------------------------ | ------------------------------ | ------------------------------ | ------------------------------ |
| Джерело: Weatherbase           |                                |                                |                                |                                |                                |                                |                                |                                |                                |                                |                                |                                |                                |

## Історія
Колонія була заснована португальцями в 1680 році, проте іспанці, що влаштувалися на протилежному березі Ла-Плати, оскаржували приналежність цієї території. У тому ж 1680 році колонія була захоплена іспанським військовим Хосе де Гарро, проте вже наступного року повернута Португалії. Місто було знову взято іспанцями в березні 1705 року, проте в 1713 році повернена Португалії за Утрехтським мирним договором. Згодом Колонія-дель-Сакраменто ще багаторазово переходила з рук в руки, поки врешті не залишилася іспанською.

## Галерея

Види Barrio Histórico
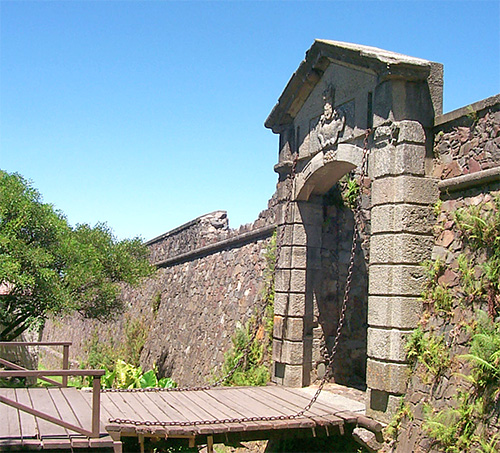
Portón de Campo, міські ворота
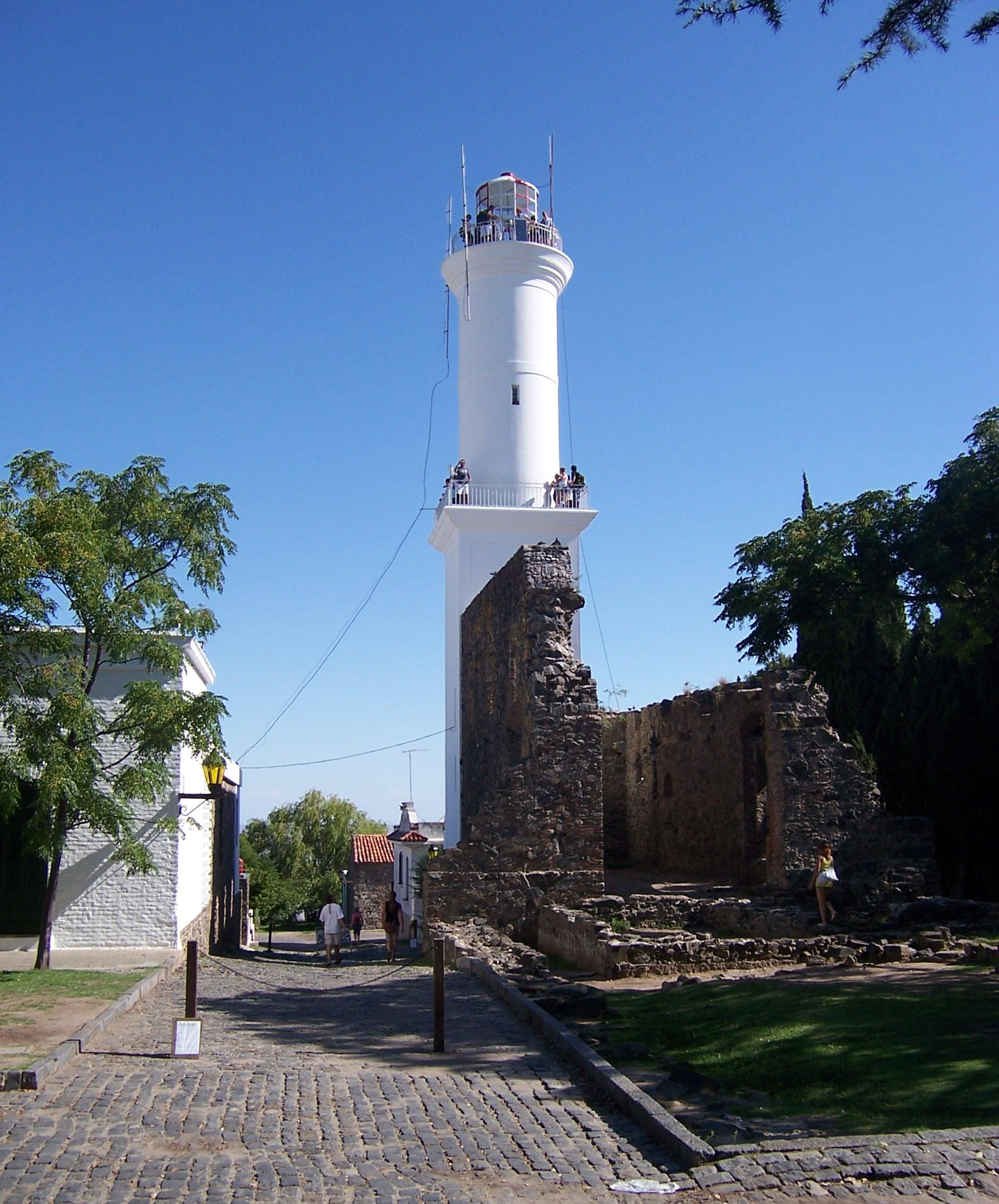
Маяк
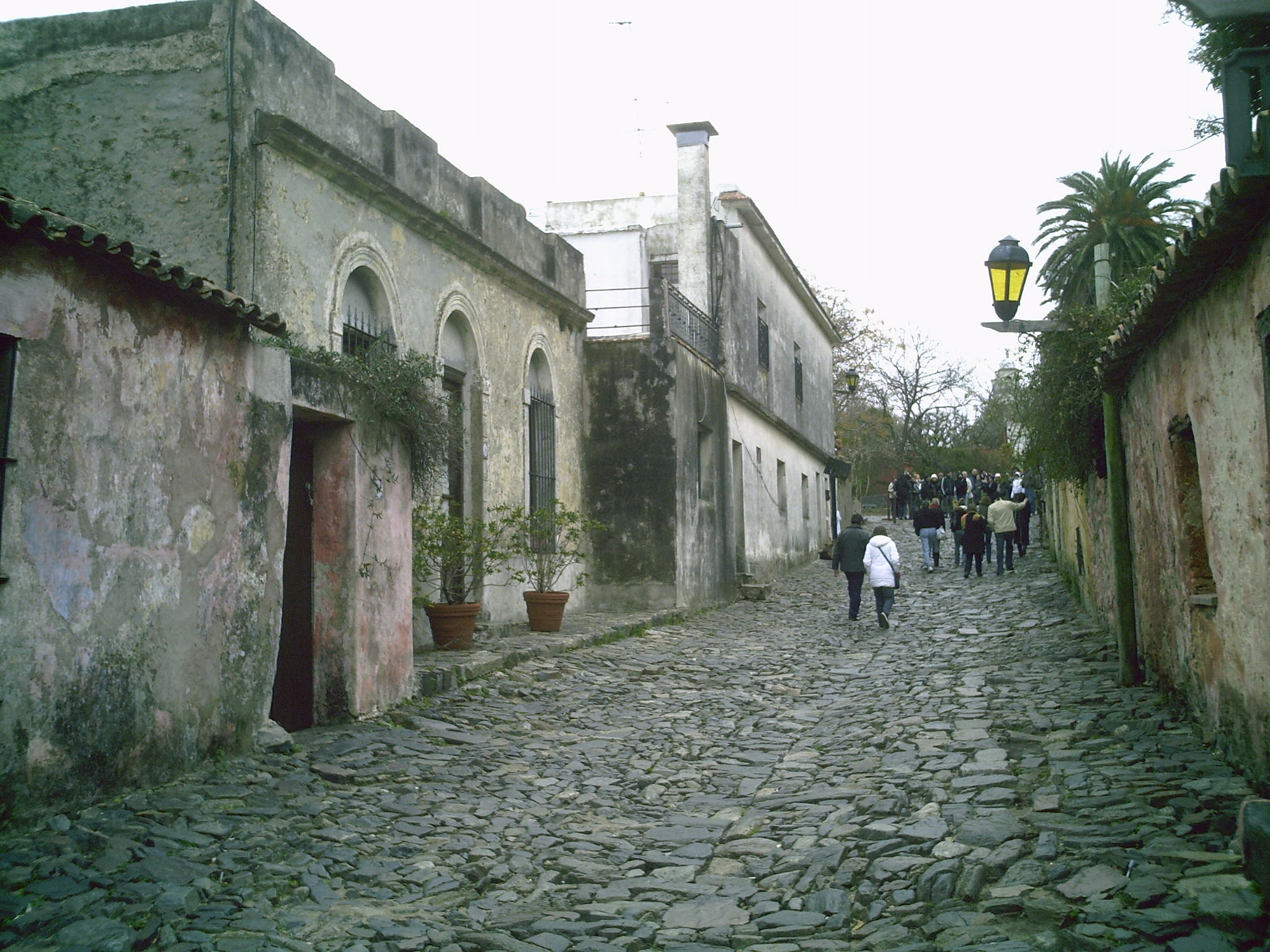
Вулиця
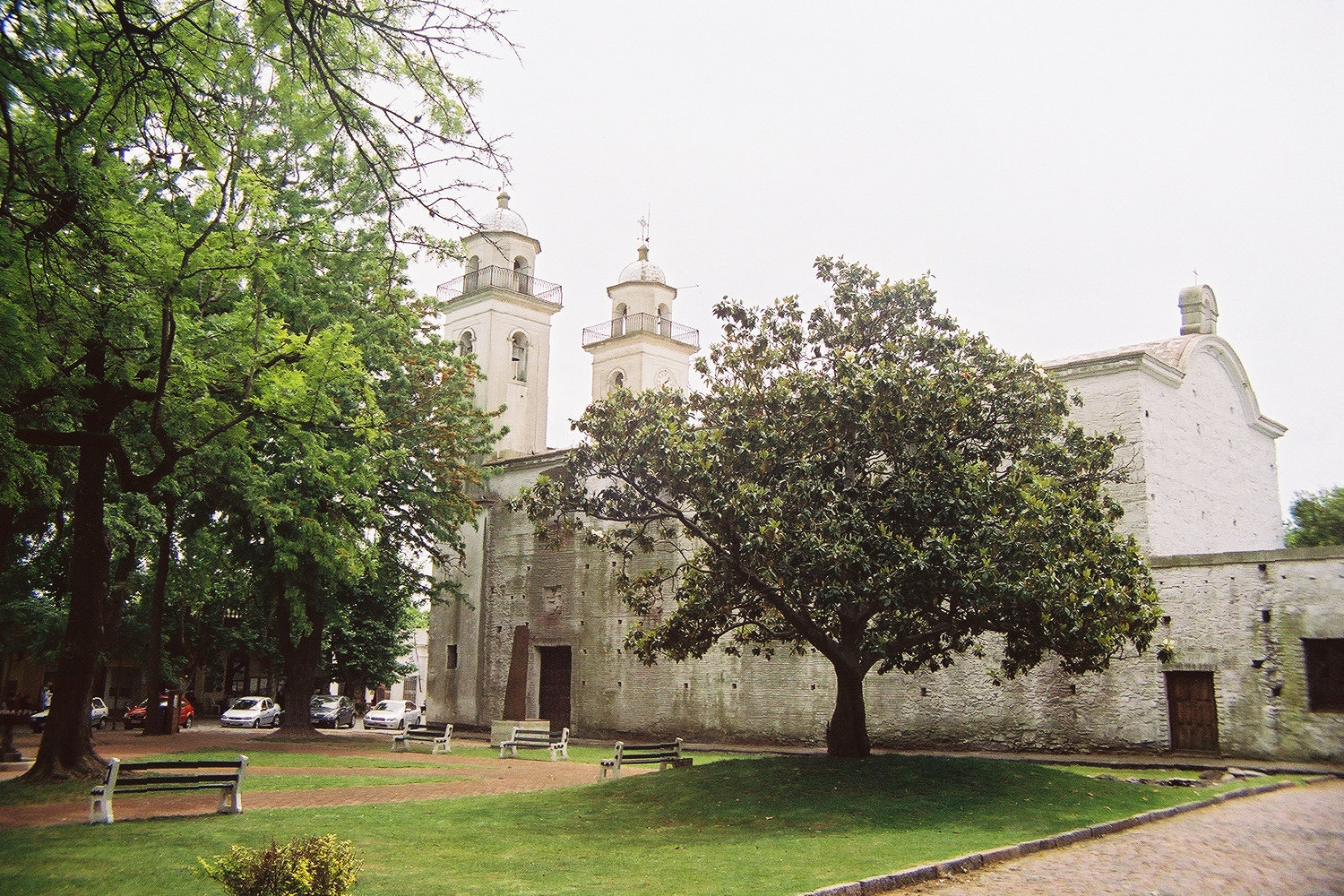
Базиліка Сантісіма-Сакраменто